# Hohe Sinn
Hohe Sinn är ett berg i Österrike.   Det ligger i distriktet Murtal och förbundslandet Steiermark, i den östra delen av landet, 150 km sydväst om huvudstaden Wien. Toppen på Hohe Sinn är 1 631 meter över havet, eller 183 meter över den omgivande terrängen. Bredden vid basen är 2,4 km.
Terrängen runt Hohe Sinn är huvudsakligen kuperad, men åt sydost är den bergig. Närmaste större samhälle är Knittelfeld, 12,9 km väster om Hohe Sinn. 
I omgivningarna runt Hohe Sinn växer i huvudsak blandskog. Runt Hohe Sinn är det ganska tätbefolkat, med 78 invånare per kvadratkilometer.